# Linia Costii, Teleorman
Linia Costii este un sat în comuna Talpa din județul Teleorman, Muntenia, România.